# Bitva u Visu
Bitva u Visu, případně bitva u Lissy, (18. – 20. červenec 1866) představovala jedinou větší námořní bitvu mezi italským a rakouským námořnictvem během prusko-rakouské války. Odehrála se v Jaderském moři nedaleko ostrova Vis mezi silami rakouského admirála Tegetthoffa a italského admirála Persana a skončila těžkou porážkou silnější a modernější italské floty. Bitva rozhodla celou námořní válku, neboť otřesená Itálie se nevyrovnala se ztrátou podstatné části své námořní převahy a neodvážila se zahájit další útočné akce.

## Úvod do situace
Itálie vstoupila do prusko-rakouské války jako spojenec Pruska s rozhodnutím zabavit Rakousku Benátsko a některé ostrovy v Jaderském moři. Počítala přitom s tím, že podstatná část rakouských vojsk bude vázána v boji s Pruskem a že na moři má po zakoupení moderních obrněných křižníků postavených v amerických loděnicích značnou převahu nad zastaralým rakouským loďstvem. Celkově se počítalo se snadným vítězstvím.

### Italská strana

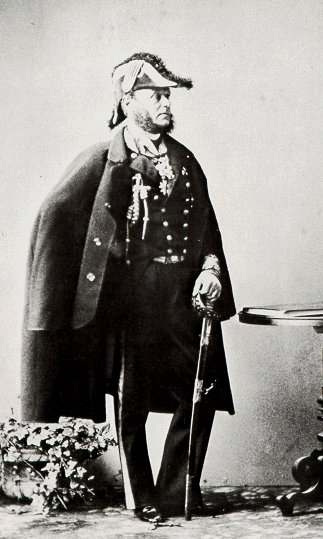
Carlo di Persano přibližně v roce 1860

Postupy a plány italské strany byly těžce postiženy osobou velitele italského loďstva admirála Carla di Persana. Tento šedesátiletý muž obratným prodáváním své osoby kolem sebe vytvořil mýtus nepřekonatelného génia a neohroženého hrdiny, aniž by ho přitom musel jakkoliv dokládat v praxi (faktem ovšem je, že skutečně úspěšný byl „jen“ u lidu a v politických kruzích, námořní důstojníci měli na jeho schopnosti a odvahu poněkud odlišný názor).
Když vypukla válka, Persano se ukázal být tím, čím ve skutečnosti byl – neschopným zbabělcem. Přestože měl nad protivníkem značnou technickou i početní převahu, nepřetržitě kupil jednu výmluvu za druhou, aby nemusel vyrazit do bitvy. Vyzkoušel prakticky všechny výmluvy – od (ničím nepodložené) hrozby špatného počasí, přes nebezpečné odkrytí významných přístavů, které by mohlo přinést nedozírné škody, až po nutnost soustředit síly (dosud čekal na dodávku jedné lodi z USA). Nepokrytě přitom hrál na to, že pozemní vojska nepřítele z Benátska vyženou a Rakousko bude muset kapitulovat a ostrovy vydá samo. Jeho nejagresívnější akce představovaly hlídkové plavby na dohled italského pobřeží, kde se s nepřítelem stoprocentně setkat nemohl.
K velké smůle Persanově však byla italská pozemní vojska 24. června 1866 poražena v bitvě u Custozzy, což znamenalo, že Italové nedokáží Benátky dobýt. Navíc debakl na souši vedl k tomu, že italská vláda pocítila akutní potřebu dosáhnout vítězství na moři.
Na přelomu června a července byl Persano důrazně vyzván, aby něco podnikl – cokoliv, co by se dalo pokládat za úspěšnou akci a vítězství. Bylo mu též naznačeno, že vláda, král i lid očekávají, že enormní investice do italského námořnictva přinesou hmatatelný zisk a že pokud se Persano necítí schopen daný zisk realizovat, bude nutno najít někoho jiného. Pod tímto tlakem pak Persanovi nezbylo, než začít připravovat nějakou reálnou útočnou akci. Nakonec se rozhodl pro invazi na rakouský ostrov Vis.

### Rakouská strana

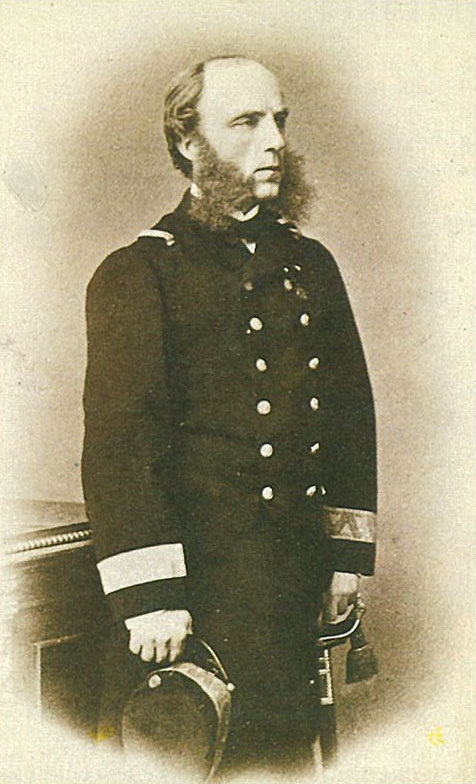
Admirál Tegetthoff (1866)

Osmatřicetiletý kontradmirál Wilhelm von Tegetthoff, který velel rakouskému námořnictvu, byl jedním z nejtalentovanějších námořních velitelů 19. století. Měl poměrně rozsáhlé zkušenosti s velením loďstvu v boji (mimo jiné vedl spojené prusko-rakouské síly proti dánskému loďstvu v bitvě u Helgolandu) a energickou povahu. Jeho pozice však byla velice svízelná. Jeho loďstvo bylo početně slabší a navíc jeho pancéřové lodě nedostaly moderní děla, objednaná původně z Pruska. Tegetthoff se proto rozhodl lodě prozatím provizorně vyzbrojit zastaralými kusy, ale bylo více než zřejmé, že pro nepřátelské obrněnce nebudou důstojným protivníkem. Přesto se rozhodl vyprovokovat italské síly k boji, ovšem Persano k němu neměl nejmenší chuti. Tegetthoffovi tedy nakonec nezbylo, než většinu svých sil soustředit v Pule v Istrii a čekat, až okolnosti či nadřízení donutí jeho soupeře k činům.

## Italský útok na ostrov Vis
6. července ministr námořnictva Agostino Depretis odeslal Persanovi depeši, v jejíž oficiální části mu nařídil, aby okamžitě po obdržení rozkazu vyplul na moře, nalezl nepřítele a napadl ho. V soukromé části dopisu dodal: „U moře leží nejkrásnější města Itálie – tak ukaž lidu, že nám moře opravdu patří!“
Persano rozkaz obdržel 7. července a opět jej ignoroval. Situace vyvrcholila 15. července, kdy rozzuřený Depretis přijel osobně do Ancony, kde se nacházela Persanova základna, a osobně mu rozkaz zopakoval s tím, že pokud neuposlechne, bude okamžitě odvolán.

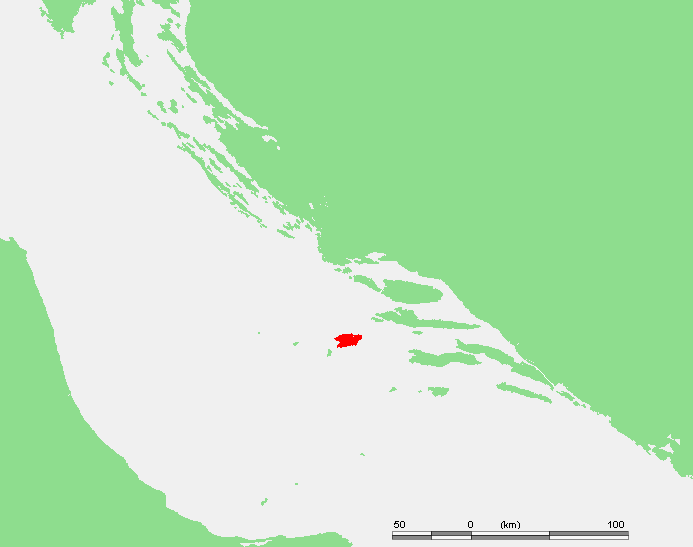
Cíl Persanova výpadu – ostrov Vis, přezdívaný „Gibraltar Adrie“

O den později, 16. července 1866 italská flota opustila Anconu a zamířila na volné moře. Jejím cílem byl ostrov Vis, známý jako Gibraltar Adrie, který strážil přístupy ke Splitu a Dubrovníku. Doprovázela ji vyloďovací plavidla s cca 1500 vojáky, kteří měli zařídit obsazení ostrova. Persano se ani teď nehodlal s rakouským loďstvem střetnout. Byl rozhodnut obsadit rychle a nenápadně ostrov tak, aby mu Rakušané nemohli přijít na pomoc. Vyslal proto několik dělových člunů k ostrovu Hvar, přes který vedl podmořský telegrafní kabel, spojující Vis s Tegetthofovými přístavy v Istrii. Těm se sice podařilo spojení po počátečních problémech umlčet (dost pozdě, Vis stihl odeslat první volání o pomoc), ale telegrafista Bräuner napojil telegrafní přístroj z vrchu Grabic na podzemní linku do Zadaru a Tegetthoffa informoval.
Admirál Persano zahájil útok ráno 18. července. Jeho plán spočíval v tom, že rozdělil flotu na tři části a začal ostřelovat všechny tři přístavy na ostrově (Comisa, Rukovač a San Giorgio). Ačkoliv to bylo v příkrém rozporu se zkušenostmi, byl rozhodnut nejdříve přístavy ostřelovat a zničit jejich baterie a pak se teprve vylodit přímo v nich – uznávanou soudobou doktrínou přitom bylo, že loď není pro pevnost rovnocenným soupeřem… Pokud Persano spoléhal na své nové pancéřované lodě s lepšími děly, měl být trpce zklamán.

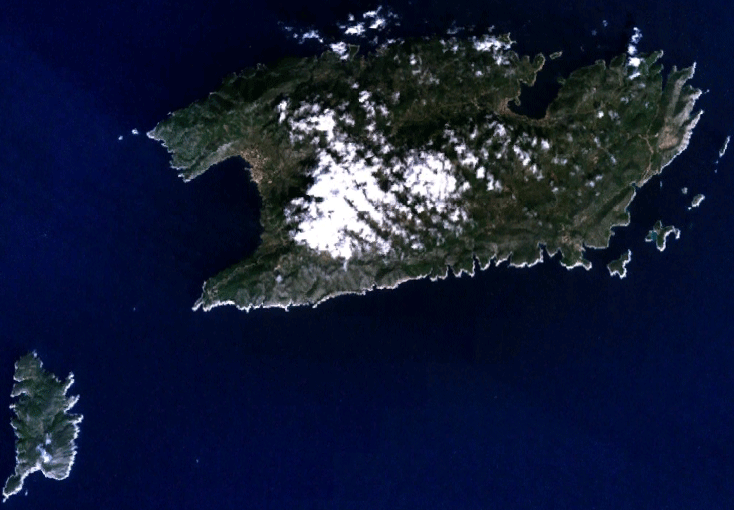
Vis na satelitním snímku

V 17 hodin večer se zdálo, že klíčový přístav S. Giorgio (kam byly staženy i síly od Comisy) je již zcela zničen – odpovídaly jen ojedinělé výstřely. Persano tedy vydal rozkaz třem pancéřovým lodím vplout do přístavu a vylodit se. Tím padl do léčky rakouského velitele Visu plukovníka Davida Urse de Margina. Když se Italové přiblížili, baterie předstírající zničení zahájila palbu. Na vzdálenost několika desítek metrů se dokázala prosadit i zastaralá pevnostní děla. Pancéřová loď Formidabile utrpěla několik zásahů, z nichž jeden pronikl střílnou a způsobil těžká poškození uvnitř lodi. Za těchto okolností se všechny tři lodě daly na rychlý ústup. Následovalo další ostřelování ostrova, stejně neúčinné, jako ta předchozí. Viceadmirál Albini velící výsadkovým lodím navrhl vylodění pěchoty mimo přístavy a jejich dobytí pozemním útokem (rozumné a vzhledem k slabě opevněným přístavům a nepočetné posádce pravděpodobně snadno proveditelné řešení), ale Persano to odmítl. V následujících hodinách několikrát změnil cíl výsadku (střídal přitom přístavy S. Giorgio, Rogačič, Rukovač dle toho, kde se mu to zdálo snadnější – než zjistil, že to nepůjde).

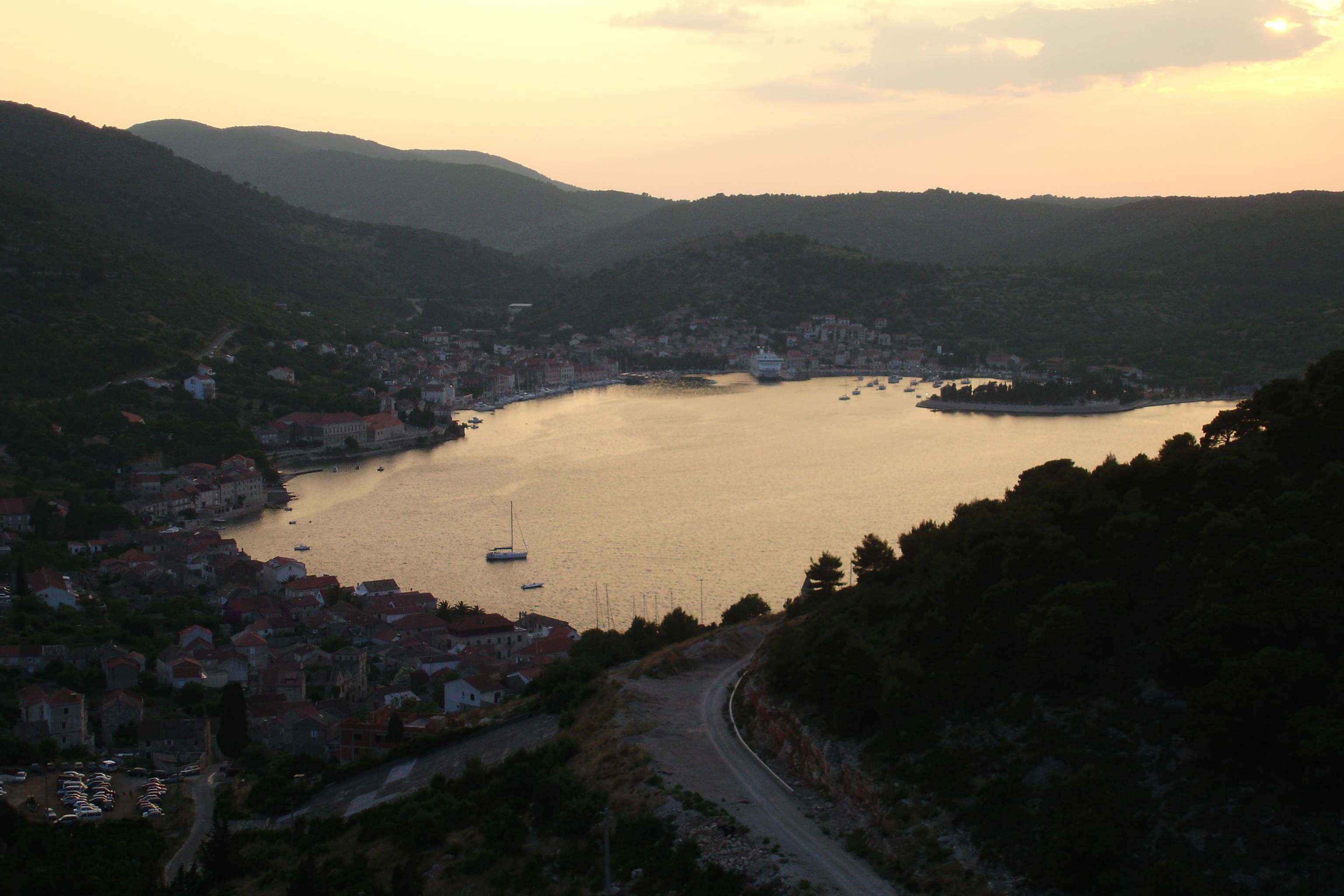
Zátoka sv. Jiří s přístavištěm města Vis (S. Giorgio) dnes

19. července v 16 hodin, nyní již s 4000 vojáky na palubách se Persano znovu pokusil vstoupit do S. Giorgie s pancéřovými loděmi, ale těžce zkoušená posádka jej opět přinutila k ústupu a Formidabile utrpěla další šrámy. Persano začínal být zoufalý. Docházely mu zásoby uhlí a hrozba příjezdu rakouské eskadry už byla akutní. Navíc měl vážné obavy, že až se po tomto debaklu vrátí domů, bude sesazen z funkce velitele italského loďstva. Krátce nato dorazila další část pozemního kontingentu a Persano se rozhodl, že 20. července učiní poslední pokus. Stále ovšem plánoval invazi skrze přístav, ačkoliv výsadek na pobřeží by nejspíše zajistil hladké dobytí ostrova. Tak či onak se však k poslednímu plánovanému pokusu nedostal, protože rakouská eskadra dorazila. Persano se ocitl v prekérní situaci, neboť sice měl nominálně větší sílu, ale jeho polopancéřové a dřevěné lodě byly rozesety všude kolem. Pouze 11 pancéřových lodí bylo pohromadě a udržovalo sestavu – nicméně i za těchto okolností to představovalo větší sílu než vše, co mohl nasadit Tegetthof.

Bitva začíná, Tegetthoff vede svoji flotu uspořádanou do klínu na bok nepřátelské sestavy

Tegetthoff byl o italském útoku na Vis informován již 18. července v poledne, ale měl obavy, aby nešlo o lest, která ho má vylákat od jeho prioritních cílů – obrany Puly a Terstu. Teprve 19. července, když už měl podrobné zprávy o složení útočící floty, vyplul z Puly a zamířil k Visu. Doplul k němu 20. července zhruba v 10:00. Boky jeho dřevěných lodí byly ověšeny svazky řetězů, které měly nahradit pancéřování.
Když Persano zaregistroval rakouskou flotu, nařídil, aby se loďstvo připravilo k boji, a přestoupil ze své vlajkové lodi na „nepotopitelný“ Affondatore. To nebyl dobrý nápad. Affondatore byla loď postavená na principu monitoru a měla všechny klady i nectnosti tohoto typu lodí. Na jedné straně dobré pancéřování, efektivně umístěná výzbroj a relativně vysoká rychlost, na druhé straně nijak dobré plavební vlastnosti. Co bylo nejhorší, když chtěl Persano z lodi velet, zjistil, že jednak nemá k disposici všechny patřičné signální vlajky, jednak zapomněl i na admirálskou vlajku, která stále vlála nad Re d'Italia (druhá možnost je, že ji tam nechal úmyslně, aby přitahovala palbu, a nedomyslel důsledky). Výsledkem bylo, že Persano sice byl relativně v bezpečí, ale zato měl nad svým loďstvem jen minimální kontrolu, neboť mnoho lodí vůbec netušilo, že admirál je na lodi Affondatore, a tudíž jeho signály (navíc místy poněkud nesrozumitelné) nepřijímaly.

## Střetnutí flot

### Reálná sestava italské floty

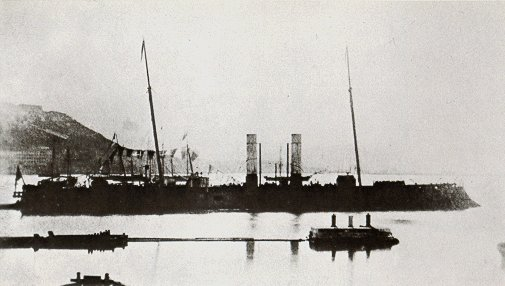
Italský obrněnec Affondatore. Přemístění se na jeho palubu se v kombinaci s ponecháním admirálské vlajky na Re d'Italia ukázalo být katastrofálním omylem admirála Persana

Jelikož Persano nepovažoval za nutné rozmístit dostatečně předsunuté hlídky, které by ho včas varovaly, byla jeho flota roztroušena a v bojové sestavě se nacházelo pouze její obrněné jádro. Šlo o následující lodě:
Plně pancéřové lodě
- Re D'Italia (vlajková loď, potopena)
- Re di Portogallo
- Terribile
- Affondatore (Persano na palubě, od začátku bitvy mimo sestavu, po bitvě se potopil v bouři)

Lodě částečně pancéřované
- Principe di Carignano
- Ancona
- Castelfidardo
- Maria Pia
- San Martino
- Palestro (potopen)
- Varese

Několik desítek dřevěných lodí a při útoku na ostrov vážně poškozená pancéřová loď Formidable do boje nezasáhlo buďto vůbec, nebo jen minimálně.

### Sestava rakouské floty
Velitel eskadry: Wilhelm von Tegetthoff
Pobočník velitele eskadry: Karl von Lindner
I. divize (pancéřové lodě)

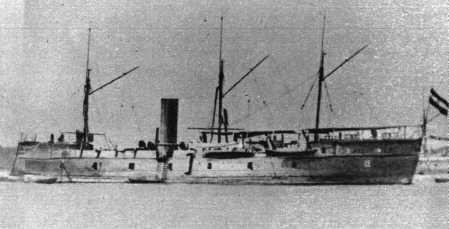
Erzherzog Ferdinand Max – vlajková loď Wilhelma von Tegetthoffa

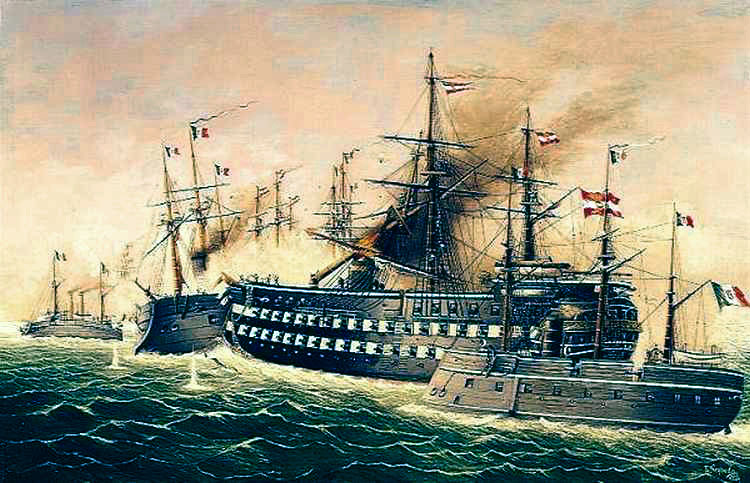
SMS Kaiser taranuje italský obrněnec Re di Portogallo na malbě Eduarda Nezbedy z roku 1911

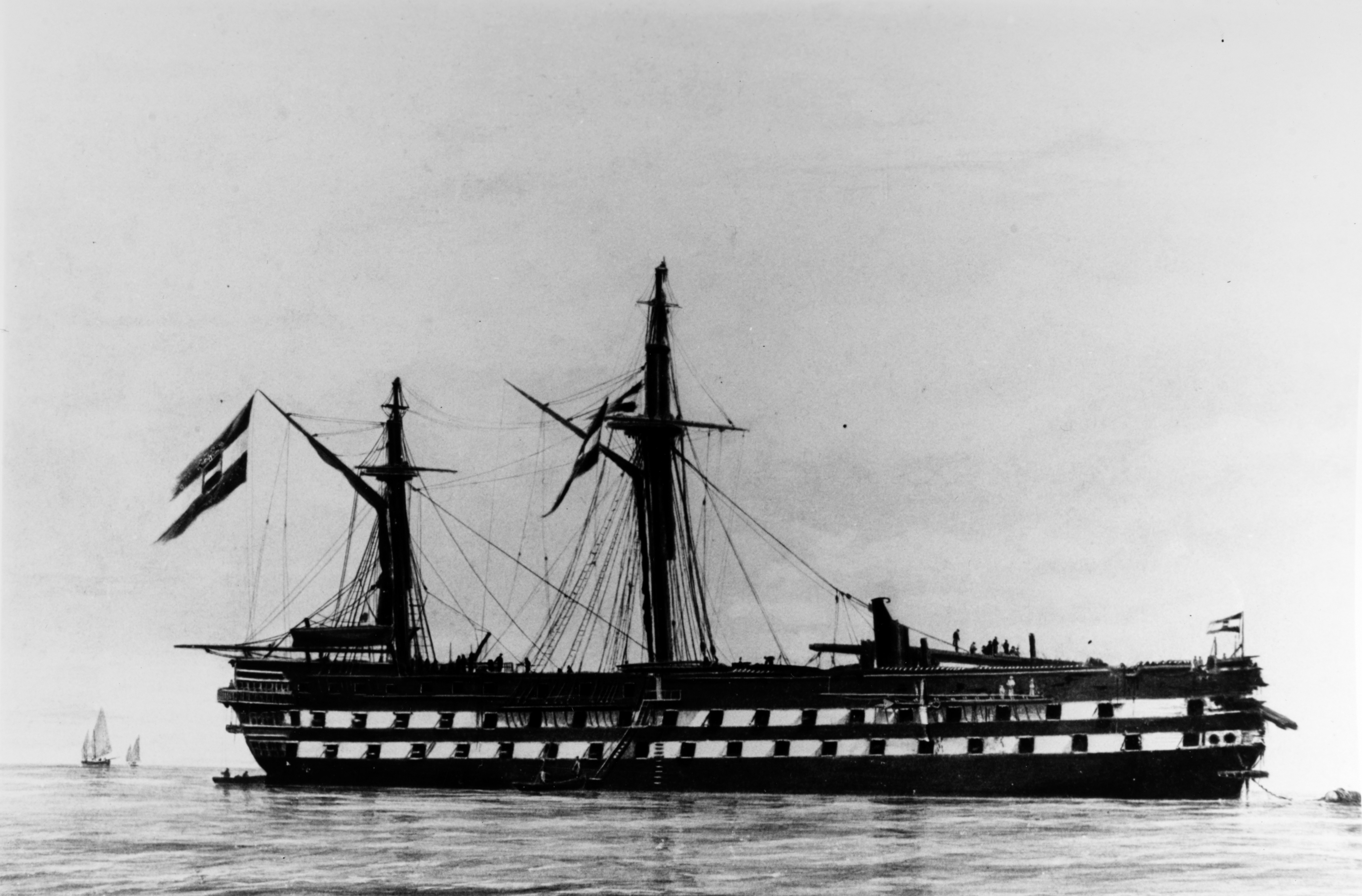
Řadová loď SMS Kaiser po bitvě

- Erzherzog Ferdinand Max (vlajková loď admirála Tegetthoffa, velitel lodi Maximilian Daublebsky von Sterneck
- Habsburg (Karl von Faber)
- Kaiser Max (Gustav von Gröller)
- Prinz Eugen (Alfred von Barry)
- Juan de Austria (Anton von Wiplinger)
- Drache (Heinrich von Moll, padl v bitvě)
- Salamander (Karl Kern)
- Elisabeth (kolesový parník) (Tobias Oesterreicher)

II. divize (dřevěné lodě)
- Kaiser (šroubová bitevní loď, pancéřována, velitel Anton von Petz)
- Novara (Erik af Klint, padl v bitvě), po jeho smrti Rudolf Schröder
- Schwarzenberg (Georg von Millosicz)
- Radetzky (Josef Aurnhammer von Aurnstein)
- Adria (Adolf Daufalik)
- Donau (Maximilian von Pitner)
- Erzherzog Friedrich (Markus Florio)
- Greif (Karl von Kronnowetter)
- Stadium (Viktor von Wimpffen)

III. divize (dělové čluny)
- Hum
- Dalmat
- Wall
- Velebich
- Reka
- Seehund
- Streiter
- Narenta
- Kerka
- Andreas Hofer

### Průběh bitvy

Bitva u Visu na malbě Carla Frederika Sorensena z roku 1868

Zatímco Persano shromáždil své lodě v nepravidelné kýlové linii vhodné pro dělostřelecký souboj, Tegetthoff nehodlal bojovat způsobem, který by byl pro něj naprosto nevýhodný. Namísto toho vedl své lodě ve třech divizích kolmo na nepřátelskou sestavu. Persanovi nějakou dobu trvalo, než pochopil, že nepřítel nepřistoupí na dělostřelecký souboj, ale že ho hodlá taranovat. Když mu to došlo, pokoušel se vydat rozkazy pro změnu sestavy, ale z výše zmíněných důvodů neuspěl.
První výstřely padly v 10:45. Na vzdálenost asi 320 metrů je vypálila Principe de Carignano. Krátce poté Tegetthoff prolomil italskou sestavu a bitva se rozpadla na řadu jednotlivých soubojů a chaotických manévrů. Zatímco rakouská flota si udržovala stále určitou organizaci alespoň na úrovni divizí, Italové se propadli do naprostého chaosu. Persano střídal zoufalou snahu o obnovení kontroly nad flotou se sólovými výpady proti rakouským lodím, avšak nevhodné plavební vlastnosti jeho lodi přispěly k tomu, že se mu žádný pokus o taran nepovedl.
Bitva se rozhodla v okamžiku, kdy Tegetthoffova vlajková loď Erzherzog Ferdinand Max taranovala a během několika minut poslala ke dnu Re D'Italia, které stále vlála na stožáru admirálská vlajka a sotva stihla spustit stroje po přestupu admirála na Affondatore. Loď ještě před potopením stihla prokázat, že celé italské námořnictvo není zbabělé. Kapitán lodě Faa di Bruno se před potopením zastřelil a dělostřelecká věž ještě stihla vypálit poslední salvu ve chvíli, když už loď klesala ke dnu. Pohled na konec největší lodi italského námořnictva (své vlajkové lodi) Persanem otřásl a když viděl, že další obrněnec Palestro prchá v plamenech, nařídil ústup. V tomto případě vykonání rozkazu nijak zvlášť vynucovat nemusel, pohled na prchající spolubojovníky přesvědčil i těch pár statečných. Ve 14:15 bitva u Visu skončila. Tragickou tečku obstaral výbuch Palestra, jehož posádka svůj boj s plameny prohrála.

## Resumé
Italská flota ztratila při útoku na ostrov a při bitvě s rakouskou flotou tři lodě, z toho dvě obrněné (Re D' Italia, Palestro), a další tři byly značně poškozeny. Na rakouské straně byl vážněji poškozen pouze křižník Kaiser, který ale zůstal stále bojeschopný. Ostrov nebyl obsazen. Cestou zpátky do přístavu v Anconě se při bouři potopila ještě Persanova milovaná loď Affondatore.

## Tragikomická fraška
Poté, co Persano doplul do Ancony, hrdě vyhlásil, že dosáhl velkého vítězství a potopil Rakušanům tři lodě. Problém však byl, že chybějící lodě, které se měly objevit časem, se neobjevily, a Persano musel vysvětlovat, jak může jít o velké vítězství, když jemu samému tři lodě chybí, a proč, zvítězil-li, neobsadil Vis. Persano tedy poněkud pozměnil rétoriku a začal mluvit o velkém vítězství těžce vybojovaném. Vztek celé Itálie poté, co vyšla najevo pravda, totiž že Rakousko neztratilo jedinou loď, byl bezmezný. Persano byl zatčen, postaven před soud, degradován a odsouzen k vysoké pokutě a úhradě soudních výloh. Jeho kariéra tak rychle skončila, na rozdíl od jeho soupeře, který se dočkal povýšení i mnoha dalších poct.

## Dopad bitvy
Bitva u Visu podtrhla totální neúspěch Itálie v prusko-rakouské válce. Pouze drtivé vítězství Pruska způsobilo, že Itálie nakonec získala Benátsko. Její další požadavky týkající se Terstu, Balkánu, Jižních Tyrol a ostrovů v Jaderském moři zůstaly nevyslyšeny. Italové sice reklamovali, že na sebe připoutali nejlepší rakouské jednotky a za své oběti zaslouží více, ale bylo jim rázně naznačeno, že jim budou muset Benátky stačit. Veškeré jejich námitky ustaly teprve poté, co jim Prusko naznačilo, že pokud budou moc chamtiví, přestane se o celou věc zajímat a nechá je, ať si to s Habsburky vyřídí sami.

## Význam v historii námořních válek
Bitva u Visu byla první velkou bitvou obrněných parních lodí a zároveň poslední, jíž se spolu s nimi účastnily plachetní lodi. Byla též poslední velkou námořní bitvou, v níž se uplatnil taran jako hlavní bojová taktika, ačkoliv speciálně s ohledem na tento způsob boje se lodě (zbytečně) stavěly s klounem až do období počátku první světové války. Tehdy už byl jednoznačně zbytečnou přítěží, neboť kvalita děl vzrostla natolik, že bylo nemožné nechat nepřítele položit příčku T, dostat se až k němu a taranovat jej – ten, kdo by se o to pokusil, by byl rozstřílen.